# Bastvik gård
Bastvik gård är en herrgård i Esbo i det finländska landskapet Nyland. Herrgården ligger i stadsdelen Bastvik och den har anor från 1760-talet. Bastvik gård är skyddat enligt stadsplanen, men detaljplanen tillåter kompletterande bygge.

## Historia och arkitektur
Bastvik gård är den äldsta kända gården i området. Herrgårdens nuvarande utseende i klassicistisk stil härstammar från slutet av 1920-talet och är formgivet av arkitekten Väinö Toivio. Själva byggnaden är dock betydligt äldre, troligtvis från början av 1800-talet, även om dess exakta ålder är okänd. Det har funnits en ångsåg i Bastvik.
Renoveringsarbeten på herrgården inleddes våren 2005.